# Abel Romero
Abel Romero, född 19 juni 1928 i Santiago de Chile, död 6 december 2013, var en svensk-chilensk serieskapare. Han var bosatt och verksam i Sverige under många år. Bland de serier han jobbat på för den svenska marknaden kan nämnas  "Anderssonskans Kalle", "Ödeshandsken", "Kom igen, Stefan!" och "Tumac". Tecknade bl.a James Bond och Zorro för den latinamerikanska seriemarknaden. Han har ofta varit assisterad av sin sonMarcelo Romero.